# Философия бессознательного
«Философия бессознательного» — книга философа Эдуарда фон Гартмана, написанная в 1869 году. Представляла собой кульминацию размышлений и открытий немецкой романтической философии в первых двух третях XIX века. Книга  стала популярной, выдержав к 1882 году  девять изданий. Трёхтомный перевод на английский язык появился в 1884 году и содержал более 1100 страниц. В области бессознательного Гартман считал своими предшественниками Платона, Шеллинга, Гегеля и Шопенгауэра, стремясь  преодолеть их противоречия, в первую очередь философии шопенгауэровской, которую он считал необходимым дополнением гегелевской (гегелевский панлогизм). 
Книга оказала влияние на теории бессознательного Зигмунда Фрейда и Карла Юнга.

## Бессознательное по Гартману
В книге  «Философия бессознательного» обобщаются ранее существовавшие представления о феномене бессознательного. Бессознательное исследуется с точки зрения рационализма и иррационализма. 
Согласно Гартману бессознательное начало — основа всего сущего.
К сознательной воле Шопенгауэра Гартман добавил волю бессознательную, которая, по его мнению, первична и более могущественна:
В бессознательном нет двух ящиков, в одном из которых лежала бы безразумная воля, в другом бессильная идея: но это суть два полюса одного магнита с противоположными свойствами; на единстве этих противоположностей и основан мир
Согласно Гартману, бессознательное — вне пространства и времени, оно всеедино. Оно осуществляет все важнейшие выборы в жизни, оно премудро. 
Свойства бессознательного:
- моментальность действия, по первому побуждению
- может находиться в конфликте с сознательными желаниями
- удовольствие часто переходит в свою противоположность. Человек отдается инстинкту, являющемуся выражением бессознательной воли. После его удовлетворения  более сильной становится сознательная воля, недовольная происшедшим; отсюда чувство неудовлетворенности собой.

Гартман, выбирая среднее между пессимизмом Шопенгауэра и оптимизмом Лейбница, присоединился к утверждению Лейбница о том, что из всех возможных миров существующий — наилучший. Однако, так как страдания и скорбь преобладают над наслаждениями и несчастья возрастают при «прогрессивно возрастающем разуме в мире», согласно Гартману «разумнее было бы воспрепятствовать развитию мира, и чем раньше, тем лучше, а всего лучше было бы не допустить его возникновения».
Согласно Гартману цель человечества состоит  в увеличении сознания, которое необходимо для постижения скорбности «лучшего из миров». Необходимо достигнуть последней цели мироздания - безболезненности, безмятежности, равняющейся небытию.
Согласно Гартману бессознательное имеет абсолютную ценность и необходимо для человека, так как оно:
- формирует организм и поддерживает его жизнь
- служит цели самосохранения всякого человеческого существа
- служит средством  сохранения и облагораживания человеческой природы (в результате полового влечения и материнской любви )
- руководит человеком в тех случаях, когда его сознание не в состоянии дать полезный совет
- способствует процессу познания и ведет людей к откровению
- является стимулом для художественного творчества, изобретательства.

Минусы бессознательного:
- руководствуясь им, всегда бродишь в потемках, не зная, куда оно заведет
- всегда ставишь себя в зависимость от случая, ибо заранее неведомо, придет ли к тебе вдохновение или нет
- не существует никаких критериев для выявления вдохновения через бессознательное
- бессознательная деятельность — вроде дара богов
- бессознательное всегда предуготовлено, сознание же можно изменять в зависимости от приобретённых знаний и общественных условий жизни;
- бессознательная деятельность приводит к результатам, не поддающимся совершенству, в то время как результаты сознательной деятельности можно улучшать и совершенствовать
- бессознательное зависит исключительно от аффектов, страстей и интересов людей, сознание руководствуется разумом, его можно направлять в нужном направлении.

Гартман делает вывод о том, что: «... для нас сознание важнее... однако каждый шаг на пути к победе сознания над бессознательным—продвижение от жизни к Ничто, когда "безумный карнавал бытия" превращается в "мировую скорбь"». Делая вывод, что небытие мира  предпочтительнее «безумного карнавала бытия», Гартман перебрасывает мостик в философию XX века (Фрейд, Юнг, Эрнст Кассирер, Фромм). 

## Приём
«Философия бессознательного» была переведена с немецкого на французский и английский языки, была много раз издана и оказала влияние на европейскую культуру, способствуя тому, чтобы идея бессознательного стала привычной и принятой к концу XIX века.
Первый английский перевод опубликовал У. К. Коупленд в 1884 году, в настоящее время он доступен в виде переиздания под тем же названием.
Книга широко обсуждалась. Так, Франц Брентано, в своей работе «Психология с эмпирической точки зрения» (1874), писал, что определение сознания Гартманом, возможно, относится к «чему-то чисто воображаемому» и, безусловно, не согласуется с его определением сознания.
Фридрих Ницше в своей работе «О пользе и злоупотреблении историей для жизни», одном из эссе, включенных в сборник «Несвоевременные размышления» (1876), характеризовал книгу Гартмана как «философию бессознательной иронии».
Работа Гартмана рассматривается как предшественница более поздней теории бессознательного Фрейда. Фрейд обращался к «Философии бессознательного» при написании «Толкования сновидений» (1899). Одновременно Гартман был назван самым ярым противником теории, согласно которой сны являются исполнением желаний. Философ Ганс Файхингер находился под влиянием философии бессознательного и в своей работе «Философия „как будто“» (1911) рассказал, как она привела его к Шопенгауэру. Психиатр Генри Элленбергер пишет в своей книге «Открытие бессознательного» (1970), что главный интерес в работах Гартмана представляют не их философские теории, а обилие подтверждающего материала.
Психолог Ганс Айзенк пишет в своей книге «Упадок и разрушение Фрейдистской империи» (1985) о схожести версии бессознательного Гартмана и Фрейда. Философ Роджер Скратон в своей книге «Sexual Desire» («Сексуальное желание»,1986) описал «Философию бессознательного» как «первый крупный трактат» о бессознательном. Он отдавал должное Гартману за  «хитрое и энергичное» описание сексуального желания, но тем не менее считал его неудачным в объяснении его преднамеренности. Джон Керр пишет, что идеи Хартмана о «разрушении и трансформации» параллельны идеям психоаналитика Сабины Шпильрейн. Итальянский поэт Джованни Пасколи находился под влиянием философии бессознательного в своей поэтической программе «Il fanciullino» («Ребёнок», 1897).

## Внешние ссылки
- Полный текст Philosophy of the Unconscious, Speculative Results, according to the Inductive Method of Physical Science. Authorised Translation by William C. Coupland. M.A., with author's preface, London, 1884.
- Text of Nietzsche's "On the Use and Abuse of History for Life" (Wikisource)